# 카폴로나
카폴로나(이탈리아어: Capolona)는 이탈리아 토스카나주의 아레초도에 작은 도시이다. 위치는 아르노강 우안에 있으며, 아레초와 가까운 곳에 있다.

## 지리
해발 높이 207m와 720m 사이 위치했다.

## 경제
카폴로나의 노동력은 지자체 주민의 39.40%에 해당하는 노동자 1,892명으로 이뤄져 있다.
카폴로나에서는 산업 기업이 전체 고용 인력의 57.77%를 차지하며, 총 185개의 기업이 1,093명의 근로자를 고용하고 있다. 다음으로 큰 부문은 행정 부문으로, 16개 사무소에서 272명의 일자리를 제공하며 전체 노동력의 14.38%를 차지한다. 세 번째로 큰 분야는 서비스업이다. 104개의 기업이 노동력의 9.41%에 해당하는 178명을 고용하고 있다.

## 역사
카폴로나는 본래 캄푸스 레오니스 (Campus Leonis) 또는 카푸트 레오니스 (Caput leonis)로 알려져 있었다. 943년에, 여러 증언들이 캄푸스 레오니스를 아레초의 귀족 베르나르도의 영지로 언급하고 있다. 캄푸스 레오니스라는 명칭은 이후 카폴로나로 잘못 알려지게 되었다.
카폴로나의 중심지는 캄포 레오니스의 산 젠나로 수도원을 중심으로 발전하였다. 이 수도원은 972년에 우고 디 토스카나 자작과 그의 부인 기우디타가 건립한 것이었다. 오토 3세, 콘라트 3세, 하인리히 7세 등 신성 로마 황제들의 보호 하에 있었으며, 황제들은 아레초 교구에 있는 일부 성과 궁전들에 대한 관할권을 이 수도원에 부여하였다.
1241년, 아레초 군대가 카폴로나를 점령하여 파괴하였다. 수도원장은 수도원이 갖고 있던 모든 성과 땅을 포기해야만 했다. 이 소유권은 코무네로 이관되었다. 이후에 이것들은 타를라티 디 피에트라말라 (Tarlati di Pietramala)의 영지로 넘어갔다가, 1384년 아레초가 피렌체에게 항복한 뒤로는 피렌체 공화국의 일부가 되었다.
1527년, 카폴로나는 카를 5세 황제의 장군 중 하나인 카를로 디 보르보네의 군대에 의해 황폐화 되었다.
카폴로나 지자체는 로렌차노 및 바키아노 등 프라치오네 등이 탈라의 일부였던 곳들과 합쳐져 1845년에 만들어졌다.